# Tence
Ne doit pas être confondu avec Tende.
Tence est une commune française dans le département de la Haute-Loire en région Auvergne-Rhône-Alpes.  Elle est historiquement située au sud-est du Velay.
Tence fait partie de la communauté de communes du Haut-Lignon, avec les communes de Chenereilles, Le Mas-de-Tence, Le Chambon-sur-Lignon, Le Mazet-Saint-Voy, et Saint-Jeures.

## Géographie
Tence est une commune du Velay, à 850 m d'altitude, réputée pour ses rivières à truites : le Lignon, la Sérigoule (ou Cérigoule) et le ruisseau des Mazeaux.

### Localisation
La commune de Tence se trouve dans le département de la Haute-Loire, en région Auvergne-Rhône-Alpes.
Elle se situe à 43 km par la route du Puy-en-Velay, préfecture du département, et à 19 km d'Yssingeaux, sous-préfecture
Les communes les plus proches sont : 
Chenereilles (3,7 km), Le Mas-de-Tence (5,4 km), Le Chambon-sur-Lignon (6,0 km), Montregard (6,6 km), Saint-Jeures (7,0 km), Montfaucon-en-Velay (8,1 km), Raucoules (8,2 km), Mazet-Saint-Voy (8,3 km).
| Chenereilles    | Lapte                 | Montregard       |
| Saint-Jeures    | Tence                 | Le Mas-de-Tence  |
| Mazet-Saint-Voy | Le Chambon-sur-Lignon | Devesset Ardèche |

### Climat
Pour des articles plus généraux, voir Climat d'Auvergne-Rhône-Alpes et Climat de la Haute-Loire.
En 2010, le climat de la commune est de type climat de montagne, selon une étude du Centre national de la recherche scientifique s'appuyant sur une série de données couvrant la période 1971-2000. En 2020, Météo-France publie une typologie des climats de la France métropolitaine dans laquelle la commune est exposée à un climat de montagne ou de marges de montagne et est dans la région climatique Sud-est du Massif Central, caractérisée par une pluviométrie annuelle de 1 000 à 1 500 mm, minimale en été, maximale en automne.
Pour la période 1971-2000, la température annuelle moyenne est de 8,6 °C, avec une amplitude thermique annuelle de 16,2 °C. Le cumul annuel moyen de précipitations est de 1 034 mm, avec 9,7 jours de précipitations en janvier et 6,8 jours en juillet. Pour la période 1991-2020, la température moyenne annuelle observée sur la station météorologique de Météo-France la plus proche, « Mazet-Volamont », sur la commune de Mazet-Saint-Voy à 8 km à vol d'oiseau, est de 7,8 °C et le cumul annuel moyen de précipitations est de 975,0 mm,. Pour l'avenir, les paramètres climatiques de la commune estimés pour 2050 selon différents scénarios d'émission de gaz à effet de serre sont consultables sur un site dédié publié par Météo-France en novembre 2022.

## Urbanisme

### Typologie
Au 1er janvier 2024, Tence est catégorisée bourg rural, selon la nouvelle grille communale de densité à sept niveaux définie par l'Insee en 2022.
Elle appartient à l'unité urbaine de Tence, une unité urbaine monocommunale constituant une ville isolée,. La commune est en outre hors attraction des villes,.

### Occupation des sols
L'occupation des sols de la commune, telle qu'elle ressort de la base de données européenne d’occupation biophysique des sols Corine Land Cover (CLC), est marquée par l'importance des territoires agricoles (48,4 % en 2018), en diminution par rapport à 1990 (50,7 %). La répartition détaillée en 2018 est la suivante : 
forêts (46,9 %), prairies (40,7 %), zones agricoles hétérogènes (7,7 %), zones urbanisées (4,4 %), eaux continentales (0,2 %), milieux à végétation arbustive et/ou herbacée (0,1 %). L'évolution de l’occupation des sols de la commune et de ses infrastructures peut être observée sur les différentes représentations cartographiques du territoire : la carte de Cassini (XVIIIe siècle), la carte d'état-major (1820-1866) et les cartes ou photos aériennes de l'IGN pour la période actuelle (1950 à aujourd'hui).

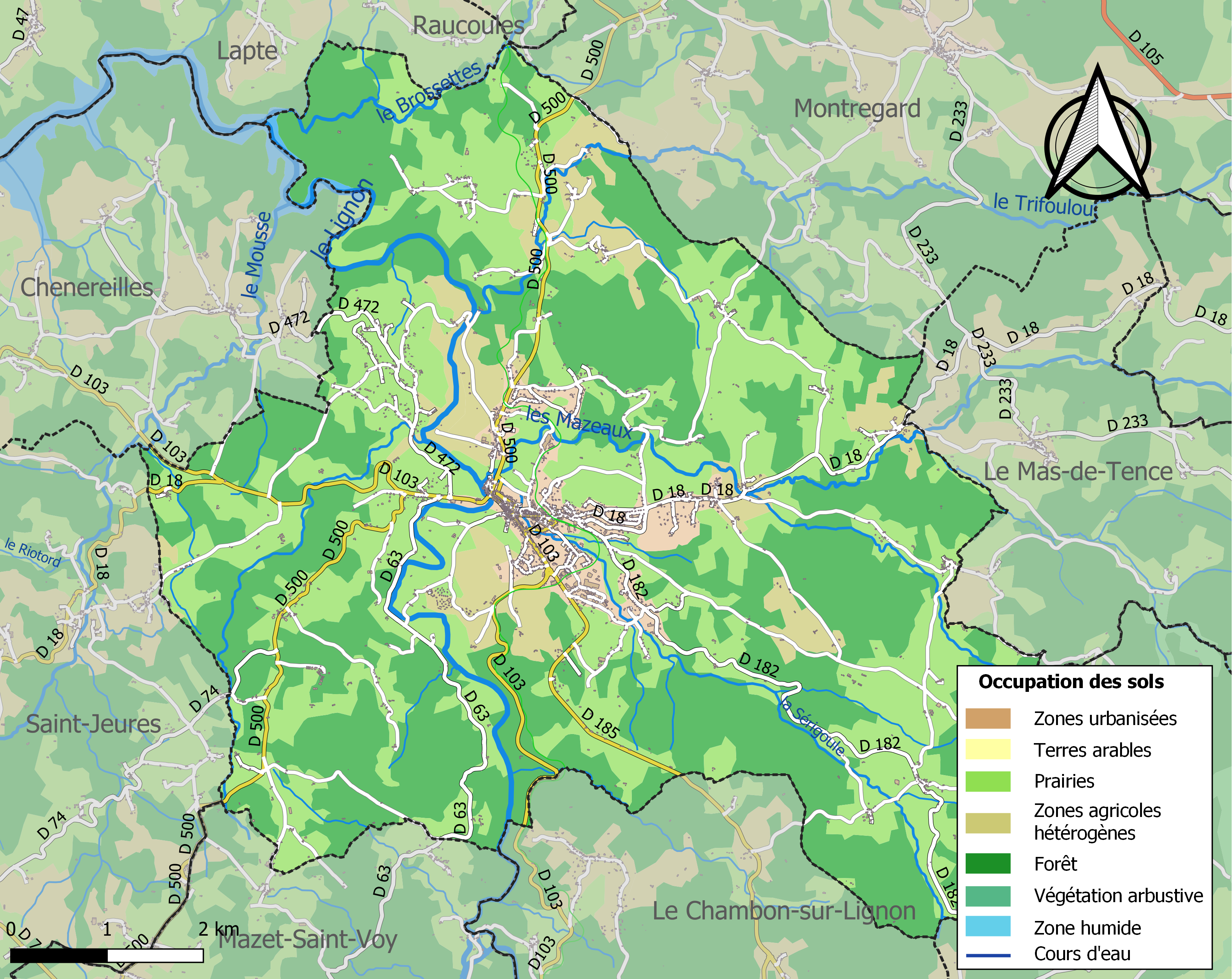
Carte des infrastructures et de l'occupation des sols de la commune en 2018 (CLC).

### Habitat et logement
En 2018, le nombre total de logements dans la commune était de 1 998, alors qu'il était de 2 049 en 2013 et de 2 113 en 2008.
Parmi ces logements, 67,1 % étaient des résidences principales, 19,8 % des résidences secondaires et 13,1 % des logements vacants. Ces logements étaient pour 78,6 % d'entre eux des maisons individuelles et pour 21 % des appartements.
Le tableau ci-dessous présente la typologie des logements à Tence en 2018 en comparaison avec celle de la Haute-Loire et de la France entière. Une caractéristique marquante du parc de logements est ainsi une proportion de résidences secondaires et logements occasionnels (19,8 %) supérieure à celle du département (16,1 %) et à celle de la France entière (9,7 %). Concernant le statut d'occupation de ces logements, 68,6 % des habitants de la commune sont propriétaires de leur logement (66,7 % en 2013), contre 70 % pour la Haute-Loire et 57,5 pour la France entière.
| Typologie                                               | Tence | Haute-Loire | France entière |
| ------------------------------------------------------- | ----- | ----------- | -------------- |
| Résidences principales (en %)                           | 67,1  | 71,5        | 82,1           |
| Résidences secondaires et logements occasionnels (en %) | 19,8  | 16,1        | 9,7            |
| Logements vacants (en %)                                | 13,1  | 12,4        | 8,2            |

## Toponymie
L'origine de son nom n'est pas certaine mais il existe une hypothèse : il viendrait du mot latin Tencianensis, lui-même dérivé du groupe de mots Tenti Loci qui signifie « lieux habités dispersés ».
Son nom est Tença en vivaro-alpin, dialecte occitan,, et Tensà en auvergnat.

## Histoire
Pendant le bas Moyen Âge, Tence est un bourg entouré de fortifications afin de résister aux attaques des pilleurs et des brigands. Plus tard, elles servent aussi pendant les guerres de Religion. Il ne reste plus que quelques murs formant des tours et des douves en souvenir de ces guerres.
Deux périodes frappent fortement la bourgade tençoise : les guerres de Religion et la Révolution de 1789.
L'arrivée du train en 1901 est aussi un évènement important, qui augmente l'exode rural au bénéfice de Saint-Étienne.

## Politique et administration

### Découpage territorial
La commune de Tence est membre de la communauté de communes du Haut-Lignon, un établissement public de coopération intercommunale (EPCI) à fiscalité propre créé le 22 décembre 2000 dont le siège est à Tence. Ce dernier est par ailleurs membre d'autres groupements intercommunaux.
Sur le plan administratif, elle est rattachée à l'arrondissement d'Yssingeaux, au département de la Haute-Loire, en tant que circonscription administrative de l'État, et à la région Auvergne-Rhône-Alpes.
Sur le plan électoral, elle dépend du canton des Boutières pour l'élection des conseillers départementaux, depuis le redécoupage cantonal de 2014 entré en vigueur en 2015, et de la première circonscription de la Haute-Loire   pour les élections législatives, depuis le redécoupage électoral de 1986.

### Jumelages
La ville de Tence est jumelée avec Garrucha (Espagne).

### Enseignement
Les établissements d'enseignement de la ville de Tence relèvent de l'académie de Clermont-Ferrand (zone A).
Il y a 2 écoles maternelles et primaires : une publique, l'école de la Lionchère ; une privée appartenant au groupe scolaire Saint-Martin. 2 collèges sont présents sur la commune : le collège de la Lionchère (public) et un collège privé appartenant au groupe scolaire Saint Martin.

## Population et société

### Démographie

#### Évolution démographique
L'évolution du nombre d'habitants est connue à travers les recensements de la population effectués dans la commune depuis 1793. Pour les communes de moins de 10 000 habitants, une enquête de recensement portant sur toute la population est réalisée tous les cinq ans, les populations de référence des années intermédiaires étant quant à elles estimées par interpolation ou extrapolation. Pour la commune, le premier recensement exhaustif entrant dans le cadre du nouveau dispositif a été réalisé en 2006.

En 2022, la commune comptait 3 148 habitants, en évolution de +2,08 % par rapport à 2016 (Haute-Loire : +0,36 %, France hors Mayotte : +2,11 %).
| 1793  | 1800  | 1806  | 1821  | 1831  | 1836  | 1841  | 1846  | 1851  |
| ----- | ----- | ----- | ----- | ----- | ----- | ----- | ----- | ----- |
| 4 872 | 4 161 | 5 430 | 5 418 | 5 370 | 5 398 | 5 468 | 6 158 | 6 200 |

| 1856  | 1861  | 1866  | 1872  | 1876  | 1881  | 1886  | 1891  | 1896  |
| ----- | ----- | ----- | ----- | ----- | ----- | ----- | ----- | ----- |
| 5 440 | 5 537 | 5 722 | 4 693 | 4 736 | 4 862 | 4 680 | 4 811 | 4 884 |

| 1901  | 1906  | 1911  | 1921  | 1926  | 1931  | 1936  | 1946  | 1954  |
| ----- | ----- | ----- | ----- | ----- | ----- | ----- | ----- | ----- |
| 4 856 | 4 920 | 4 574 | 3 801 | 3 863 | 3 579 | 3 662 | 3 264 | 3 132 |

| 1962  | 1968  | 1975  | 1982  | 1990  | 1999  | 2006  | 2011  | 2016  |
| ----- | ----- | ----- | ----- | ----- | ----- | ----- | ----- | ----- |
| 2 949 | 2 953 | 2 821 | 2 716 | 2 788 | 2 890 | 3 232 | 3 154 | 3 084 |

| 2021  | 2022  | - | - | - | - | - | - | - |
| ----- | ----- | - | - | - | - | - | - | - |
| 3 123 | 3 148 | - | - | - | - | - | - | - |

#### Pyramide des âges
La population de la commune est relativement âgée.
En 2018, le taux de personnes d'un âge inférieur à 30 ans s'élève à 30,3 %, soit en dessous de la moyenne départementale (31 %). À l'inverse, le taux de personnes d'âge supérieur à 60 ans est de 32,8 % la même année, alors qu'il est de 31,1 % au niveau départemental.
En 2018, la commune comptait 1 526 hommes pour 1 569 femmes, soit un taux de 50,69 % de femmes, légèrement inférieur au taux départemental (50,87 %).
Les pyramides des âges de la commune et du département s'établissent comme suit.
| Hommes | Classe d’âge | Femmes |
| ------ | ------------ | ------ |
| 0,6    | 90 ou +      | 3,0    |
| 9,2    | 75-89 ans    | 13,6   |
| 19,6   | 60-74 ans    | 19,6   |
| 23,5   | 45-59 ans    | 19,7   |
| 15,7   | 30-44 ans    | 14,9   |
| 15,1   | 15-29 ans    | 14,6   |
| 16,4   | 0-14 ans     | 14,6   |

| Hommes | Classe d’âge | Femmes |
| ------ | ------------ | ------ |
| 0,9    | 90 ou +      | 2,5    |
| 8,4    | 75-89 ans    | 11,7   |
| 20,4   | 60-74 ans    | 20,5   |
| 21,3   | 45-59 ans    | 20,3   |
| 16,8   | 30-44 ans    | 16,3   |
| 15,2   | 15-29 ans    | 13,2   |
| 17     | 0-14 ans     | 15,6   |

### Sports et loisirs
- une piscine municipale non couverte.
- des équipements sportifs : cinq terrains de tennis extérieurs, deux terrains de football (1 en pelouse et 1 en stabilisé), le stade de rugby "Jo-Maso"[27], une piste d'athlétisme stabilisée, un parcours de santé, deux gymnases (basket, handball, tennis, volley, agrès...), un terrain de boules.
- deux jardins d'enfants.
- un étang de pêche[28].
- un parcours de pêche sans tuer[29].
- un putting-golf[30].
- un cinéma: "Ciné'Tence", une salle "ART ET ESSAI" équipée en numérique et en 3D[31].
- une médiathèque depuis mai 2005, qui fait partie du RISOM : Réseau Intercommunal & Solidaire de Médiathèques de Tence, St-Jeures et Le Mazet-St-Voy[32].
- une ludothèque intercommunale[32].
- deux musées (musée de l'Ancienne Pharmacie, et la chapelle des pénitents).
- un camping municipal[33].
- La commune est desservie par le train touristique Velay Express[34], qui emprunte une ligne historique ouverte en 1902[35].

## Économie

### Revenus
En 2018, la commune compte 1 354 ménages fiscaux, regroupant 2 977 personnes. La médiane du revenu disponible par unité de consommation est de 20 050 € (20 800 € dans le département). 39 % des ménages fiscaux sont imposés (42,8 % dans le département).

### Emploi
| Division       | 2008  | 2013  | 2018  |
| -------------- | ----- | ----- | ----- |
| Commune        | 6 %   | 7,3 % | 8,1 % |
| Département    | 6,3 % | 7,7 % | 7,7 % |
| France entière | 8,3 % | 10 %  | 10 %  |

En 2018, la population âgée de 15 à 64 ans s'élève à 1 801 personnes, parmi lesquelles on compte 75,8 % d'actifs (67,6 % ayant un emploi et 8,1 % de chômeurs) et 24,2 % d'inactifs,. En  2018, le taux de chômage communal (au sens du recensement) des 15-64 ans est supérieur à celui du département, mais inférieur à celui de la France, alors qu'il était inférieur à celui du département et de la France en 2008.
La commune est hors attraction des villes,. Elle compte 1 224 emplois en 2018, contre 1 134 en 2013 et 1 195 en 2008. Le nombre d'actifs ayant un emploi résidant dans la commune est de 1 237, soit un indicateur de concentration d'emploi de 99 % et un taux d'activité parmi les 15 ans ou plus de 53 %.
Sur ces 1 237 actifs de 15 ans ou plus ayant un emploi, 687 travaillent dans la commune, soit 56 % des habitants. Pour se rendre au travail, 81,7 % des habitants utilisent un véhicule personnel ou de fonction à quatre roues, 0,1 % les transports en commun, 9,8 % s'y rendent en deux-roues, à vélo ou à pied et 8,5 % n'ont pas besoin de transport (travail au domicile).

### Activités hors agriculture
306 établissements sont implantés  à Tence au 31 décembre 2019. Le tableau ci-dessous en détaille le nombre par secteur d'activité et compare les ratios avec ceux du département,.
| Secteur d'activité                                                                                        | Commune | Commune | Département |
| Secteur d'activité                                                                                        | Nombre  | %       | %           |
| --- | ------- | ------- | ----------- |
| Ensemble                                                                                                  | 306     | 100 %   | (100 %)     |
| Industrie manufacturière, industries extractives et autres                                                | 57      | 18,6 %  | (14,2 %)    |
| Construction                                                                                              | 51      | 16,7 %  | (13,9 %)    |
| Commerce de gros et de détail, transports, hébergement et restauration                                    | 96      | 31,4 %  | (28,8 %)    |
| Information et communication                                                                              | 1       | 0,3 %   | (1,9 %)     |
| Activités financières et d'assurance                                                                      | 14      | 4,6 %   | (4,4 %)     |
| Activités immobilières                                                                                    | 11      | 3,6 %   | (3,9 %)     |
| Activités spécialisées, scientifiques et techniques et activités de services administratifs et de soutien | 25      | 8,2 %   | (11,6 %)    |
| Administration publique, enseignement, santé humaine et action sociale                                    | 29      | 9,5 %   | (13,3 %)    |
| Autres activités de services                                                                              | 22      | 7,2 %   | (8 %)       |

Le secteur du commerce de gros et de détail, des transports, de l'hébergement et de la restauration est prépondérant sur la commune puisqu'il représente 31,4 % du nombre total d'établissements de la commune (96 sur les 306 entreprises implantées  à Tence), contre 28,8 % au niveau départemental.
Les cinq entreprises ayant leur siège social sur le territoire communal qui génèrent le plus de chiffre d'affaires en 2020 sont : 
- Etablissements Georges Digonnet Et Fils, commerce de gros (commerce interentreprises) de fleurs et plantes (4 633 k€)
- Swann Group, activités des sociétés holding (3 433 k€)
- Tento, supermarchés (3 005 k€)
- Metal Concept 43, travaux de menuiserie métallique et serrurerie (2 942 k€)
- Chaudronnerie Serrurerie Montelimard - CSM, fabrication de structures métalliques et de parties de structures (2 829 k€)

### Agriculture
La commune fait partie de la petite région agricole dénommée « Monts du Forez ». En 2010, l'orientation technico-économique de l'agriculture  sur la commune est la polyculture et le polyélevage.
|                                   | 1988  | 2000 | 2010 |
| --------------------------------- | ----- | ---- | ---- |
| Exploitations                     | 126   | 86   | 77   |
| Superficie agricole utilisée (ha) | 2 402 | 2158 | 2051 |

Le nombre d'exploitations agricoles en activité et ayant leur siège dans la commune est passé de 126 en 1988 à 86 en 2000 puis à 77 en 2010, soit une baisse de 39 % en 22 ans. Le même mouvement est observé à l'échelle du département qui a perdu pendant cette période 43 % de ses exploitations. La surface agricole utilisée sur la commune a également diminué, passant de 2 402 ha en 1988 à 2 051 ha en 2010. Parallèlement la surface agricole utilisée moyenne par exploitation a augmenté, passant de 19 à 27 ha.

## Culture locale et patrimoine

### Lieux et monuments

#### Monuments religieux
- la chapelle des Pénitents, inscrite au titre des monuments historiques par arrêté du 21 juin 1999[41]. Elle se trouve au sommet de la place du Chatiague. Elle fut édifiée en 1719 par la confrérie laïque des Pénitents du Saint-Sacrement. Cette chapelle était le point de départ pour les processions du Jeudi saint et des Fêtes-Dieu. L'arrondi de cette chapelle est sûrement le reste d'une tour qui protégeait le bourg au Moyen Âge.
- Il existe une autre chapelle, la chapelle Notre-Dame de style néo-gothique, construite en 1891 en remplacement d'un ancienne chapelle de 1738 qui menaçait de s'effondrer. Elle est dédiée à Notre-Dame du Perpétuel Secours. Ses 15 verrières ont été réalisées entre 1895 et 1896 par les ateliers Lorin de Chartres et sont répertoriées à l'Inventaire général du patrimoine culturel[42].
- le troisième édifice religieux est l'église Saint-Martin. Le clocher est orné de bas-reliefs étonnants, et il dégage une vue superbe sur toute la commune.
- le temple protestant, situé route d'Annonay a été construit en 1886-1888. Il a la particularité d'avoir une inscription gravée sur la cloche : « Si vous entendez sa voix, n'endurcissez pas vos cœurs ». Son clocher est ajouré. Il a remplacé un ancien temple situé chemin de la Meyre (emplacement des douves ?).

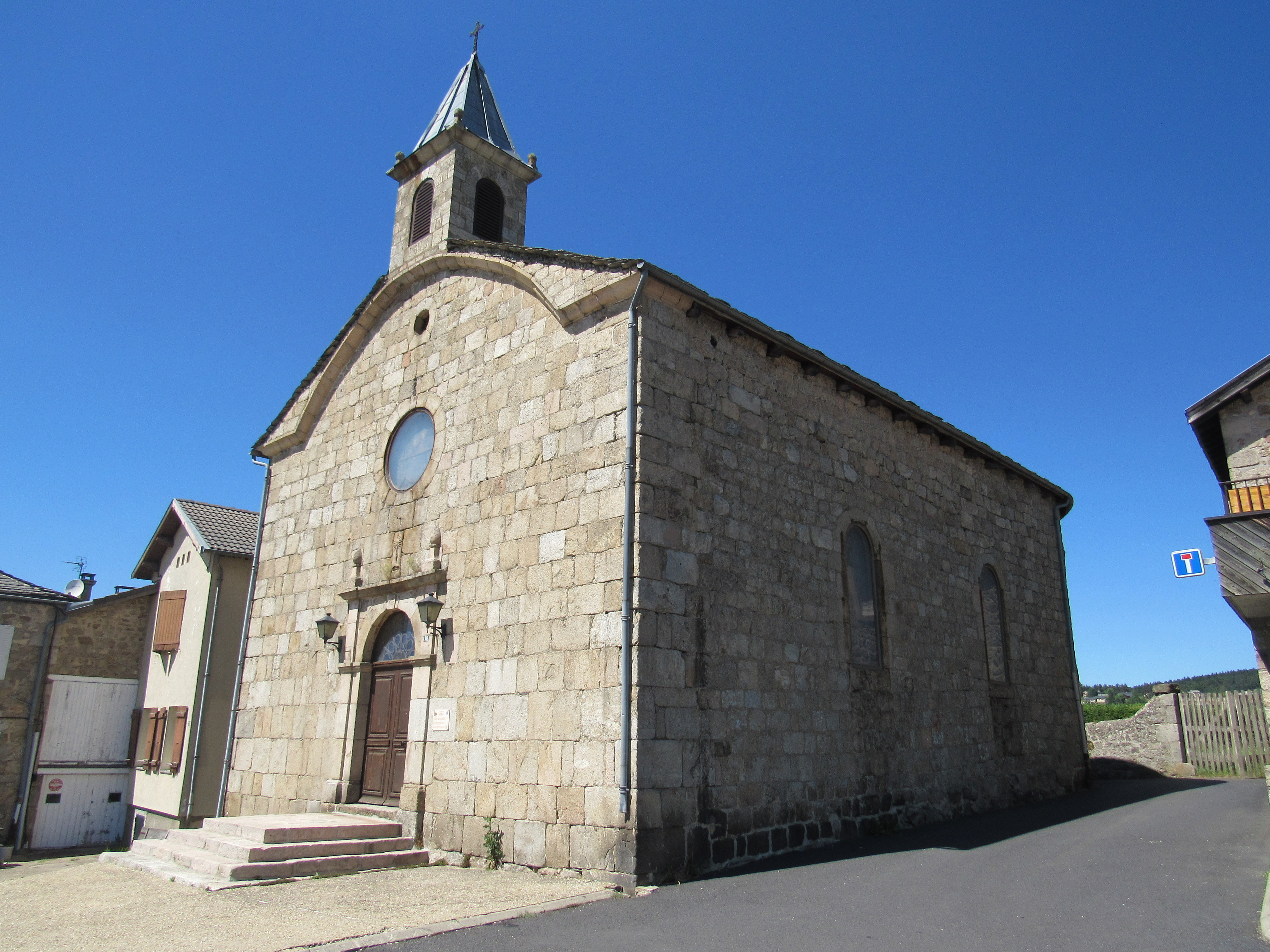
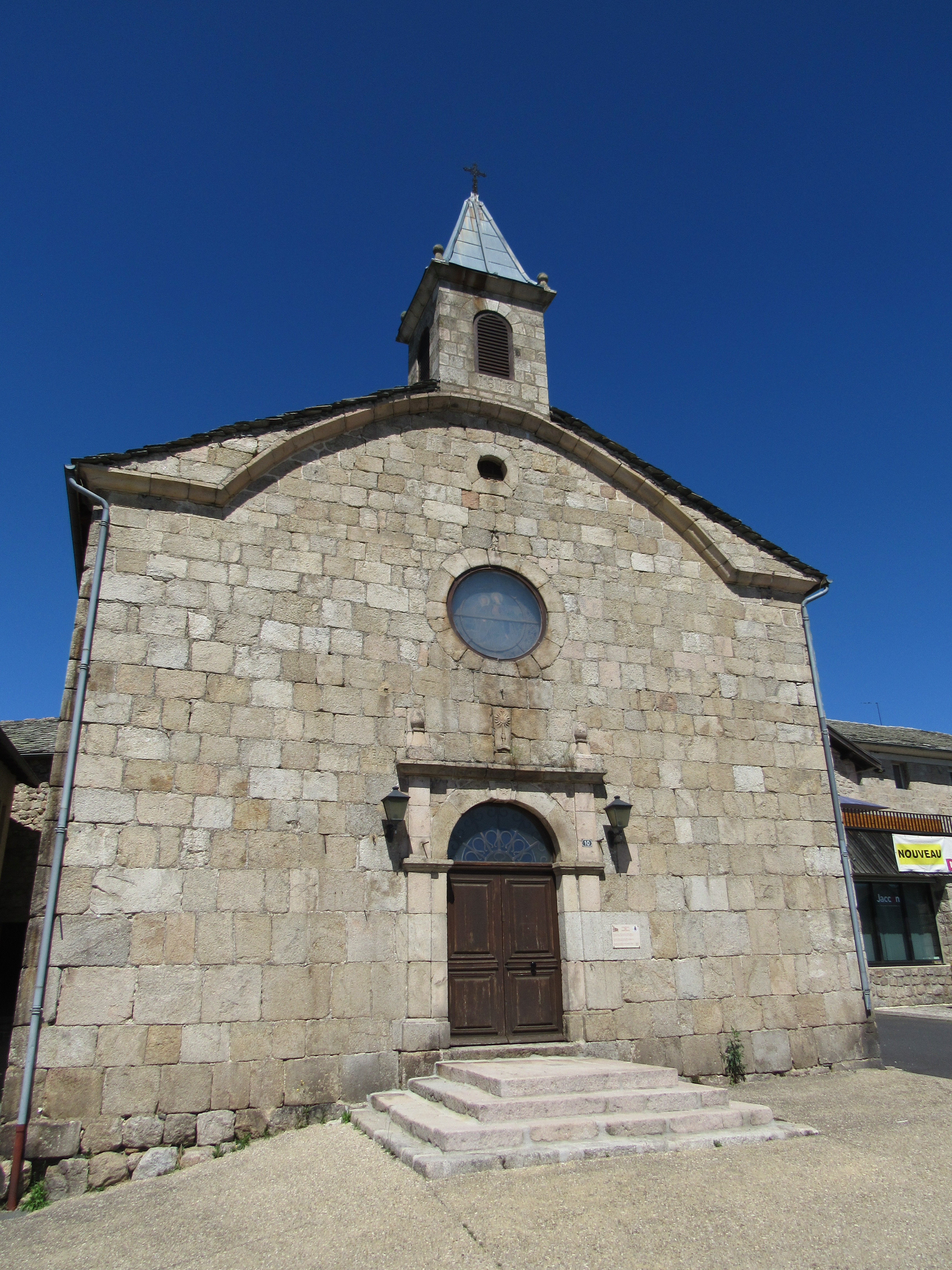
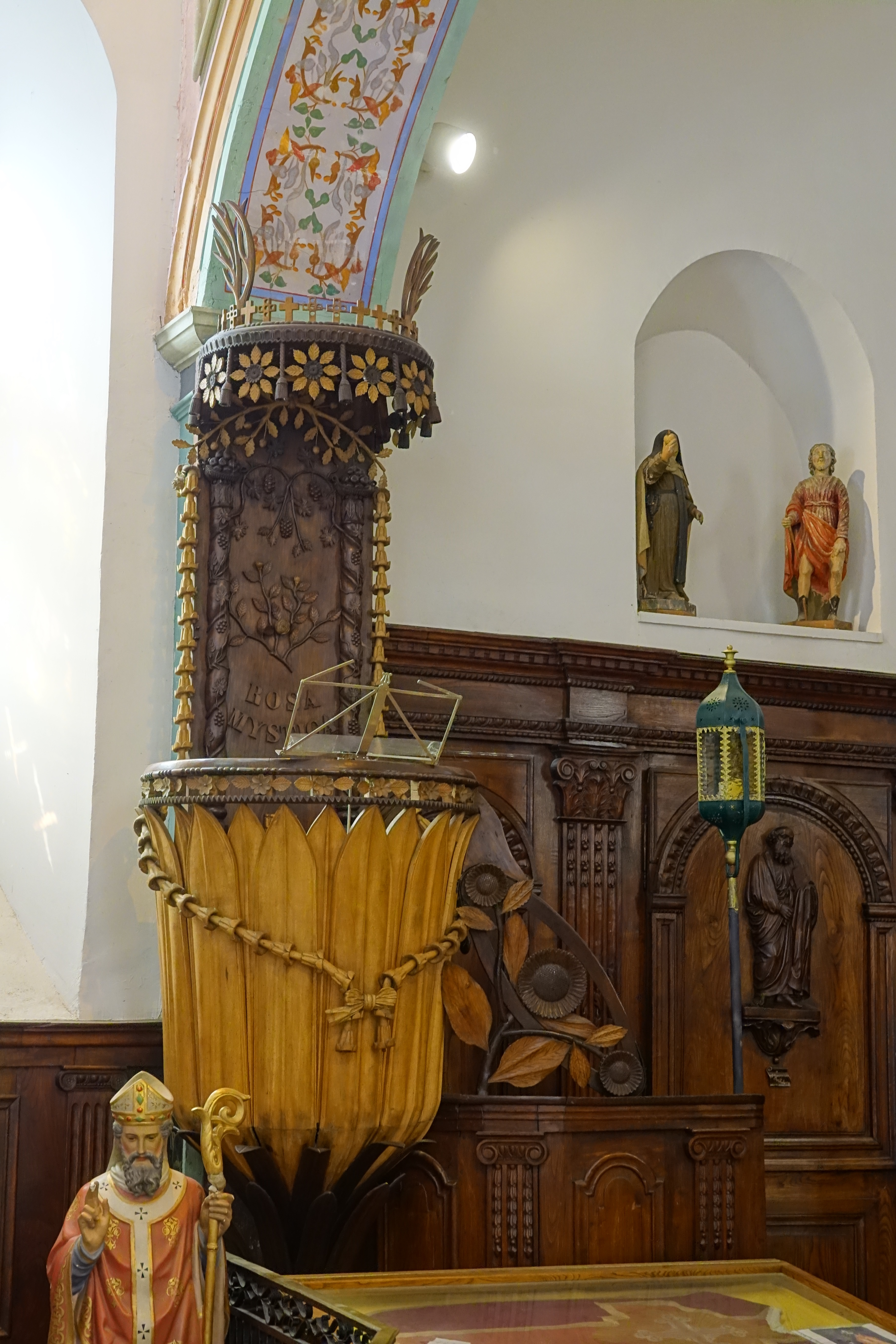

#### Patrimoine bâti
Ceux-ci sont de nature récente. En effet, la seconde révolution industrielle et la guerre mondiale sont à l'origine de ces lieux qui rappellent la tradition d'accueil du plateau vivarois. Dans le hameau du Mounas se situe ce qui est aujourd'hui la Petite Papeterie, un gîte pour les pèlerins de Saint-Jacques-de-Compostelle. Cette bâtisse de bonne taille était autrefois une colonie de L'Œuvre des Enfants à la Montagne du pasteur Louis Comte, et qui accueillit des enfants pendant la Seconde guerre mondiale.
Il y a aussi la maison Sevaistre, l'arrondi de la chapelle des pénitents et le chemin de la Meyre pour se rendre compte de l'organisation de Tence au Moyen Âge.
De plus, il convient de relever la présence de nombreux « charreyrons », petites ruelles desservant le vieux Tence, dans la boucle de la rue des Casernes, entre la Sérigoule (ou Cérigoule) et la rue de Rachat, mais aussi parallèlement à la « grand'rue ». En outre, le patrimoine tençois est riche de vieilles pierres, fermes typiques aux toits de lauze et vieux châteaux (château de la Brosse et château du Besset) ainsi que de quelques croix, dont la croix-menhir de Mendigoules. On trouve aussi aussi de jolies places récemment aménagées et mises en valeur : celle du Chatiague avec l'ancien hôpital Saint-Joseph et au bout de laquelle a été déplacé le monument aux morts, ainsi que celle de la mairie.

#### Sites naturels
La ville de Tence s'inscrit dans des reliefs volcaniques. Il y a aussi les gorges du Lignon où le peintre Henri Vergé-Sarrat (1880-1966) est venu poser son chevalet et qui sont connues pour la pêche à la truite. Il existe aussi la Roche druidique en forêt de Crouzilhac.

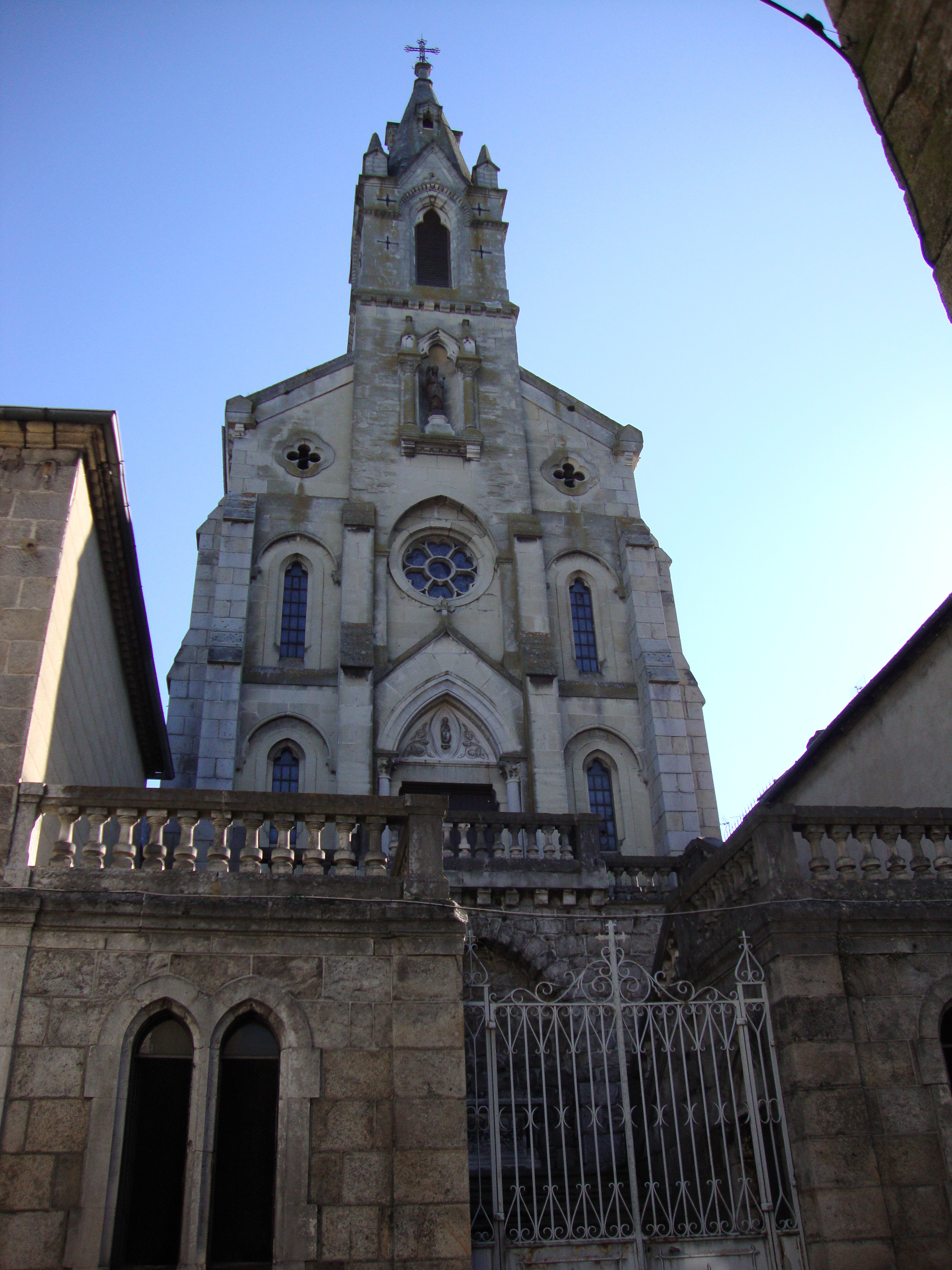
Chapelle Notre-Dame.
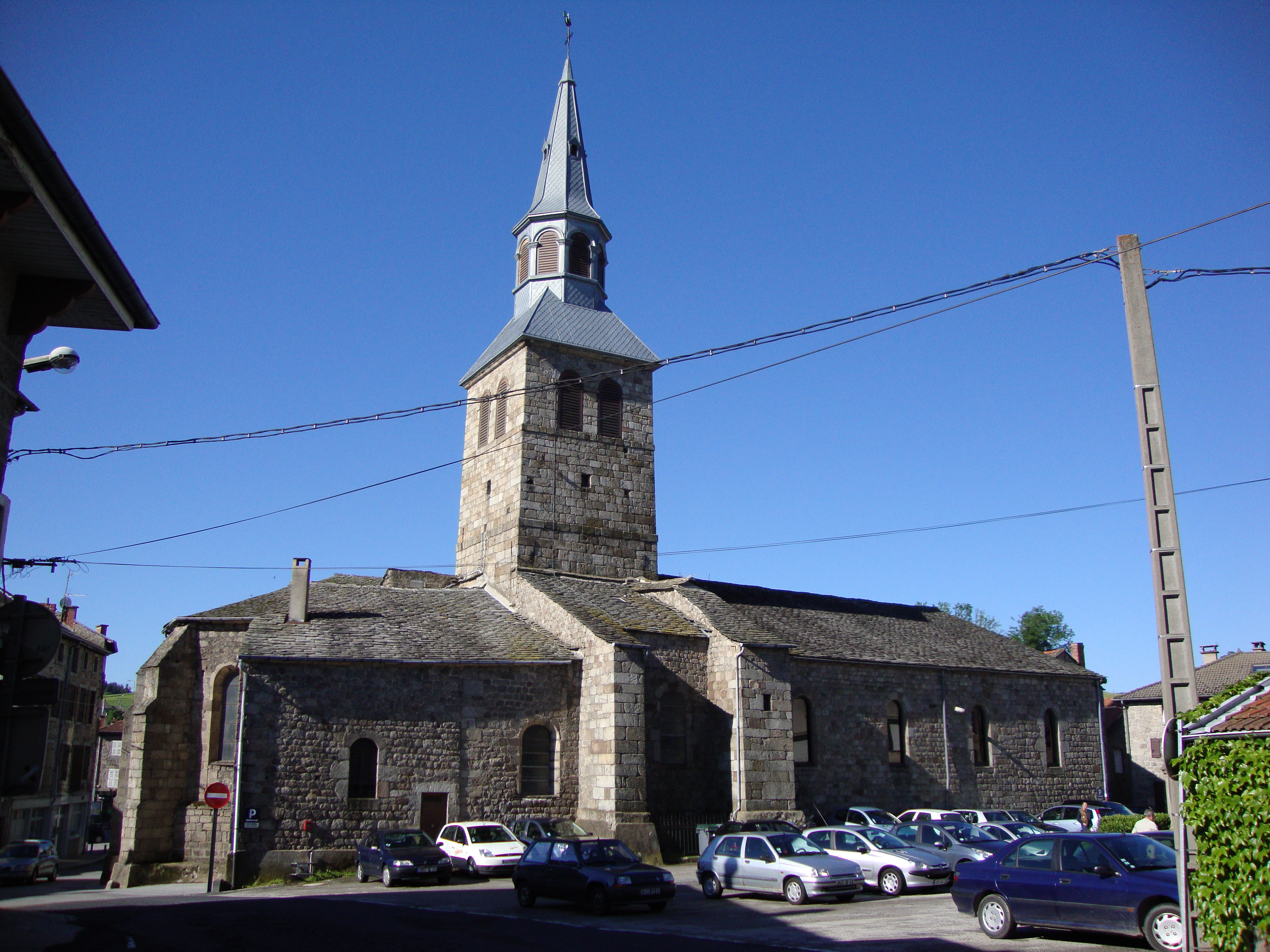
Église Saint-Martin.
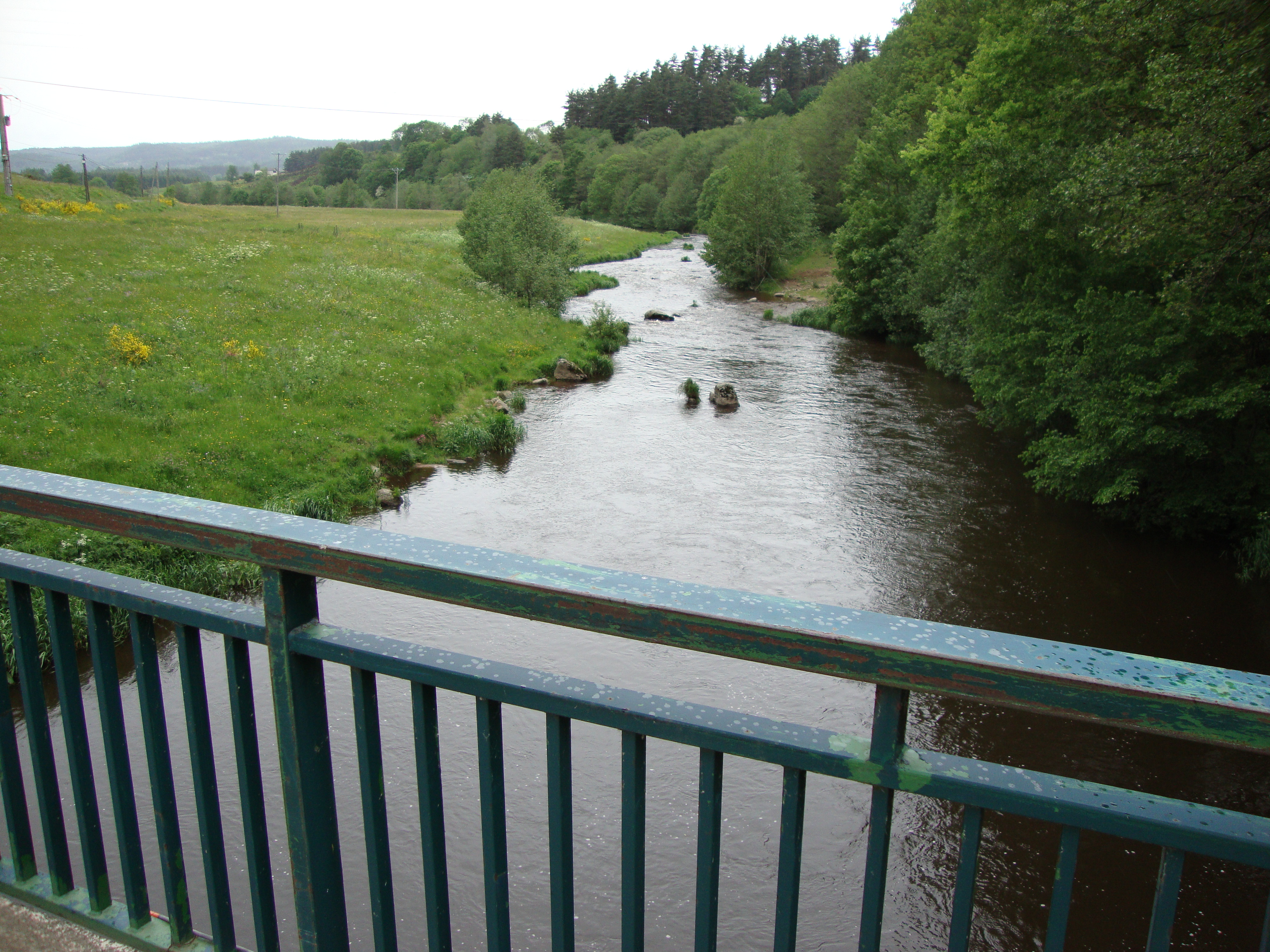
Le Lignon du Velay au lieu-dit la Papeterie.
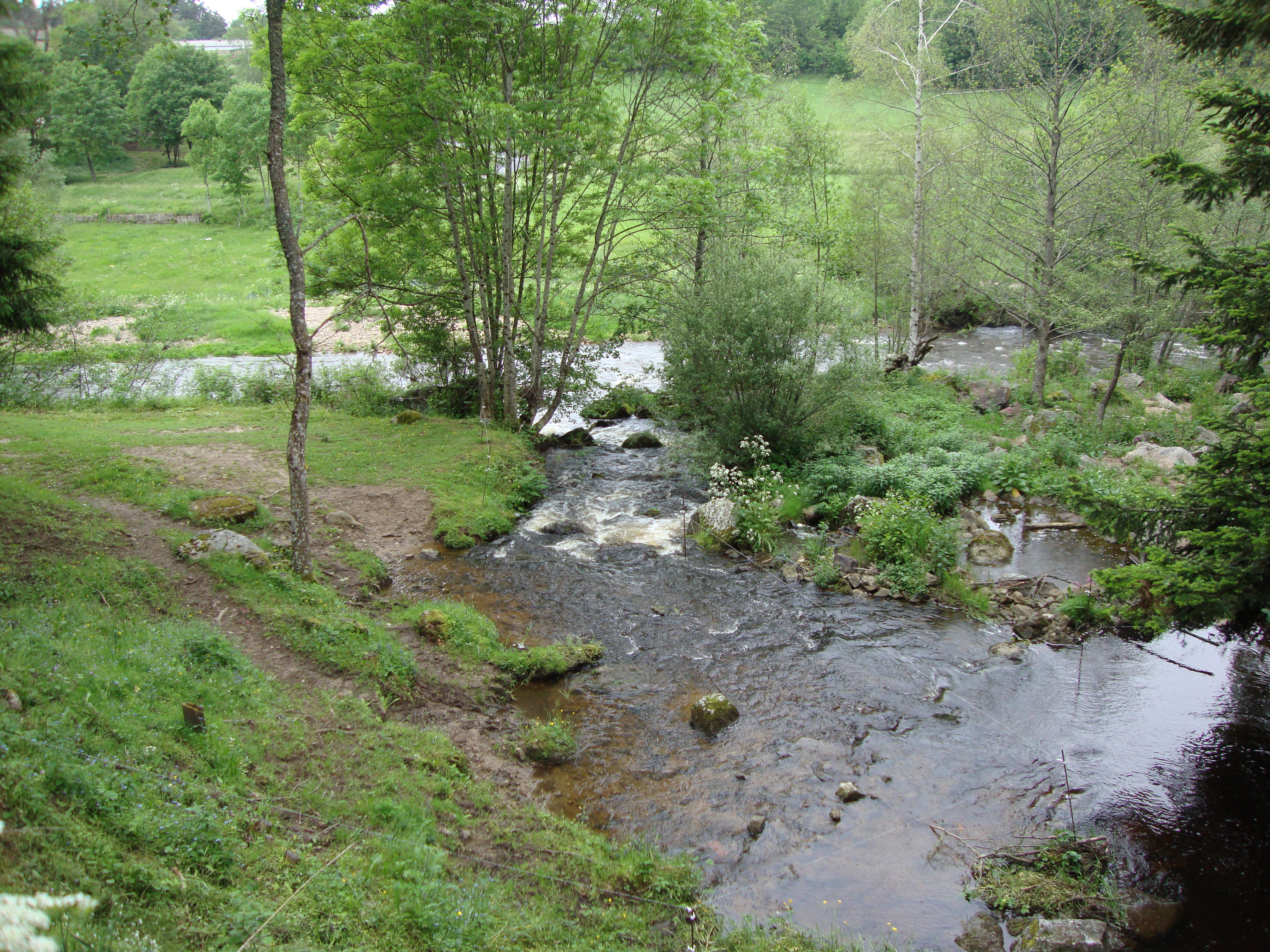
Le Trifoulou, affluent du Lignon au lieu-dit la Papeterie.
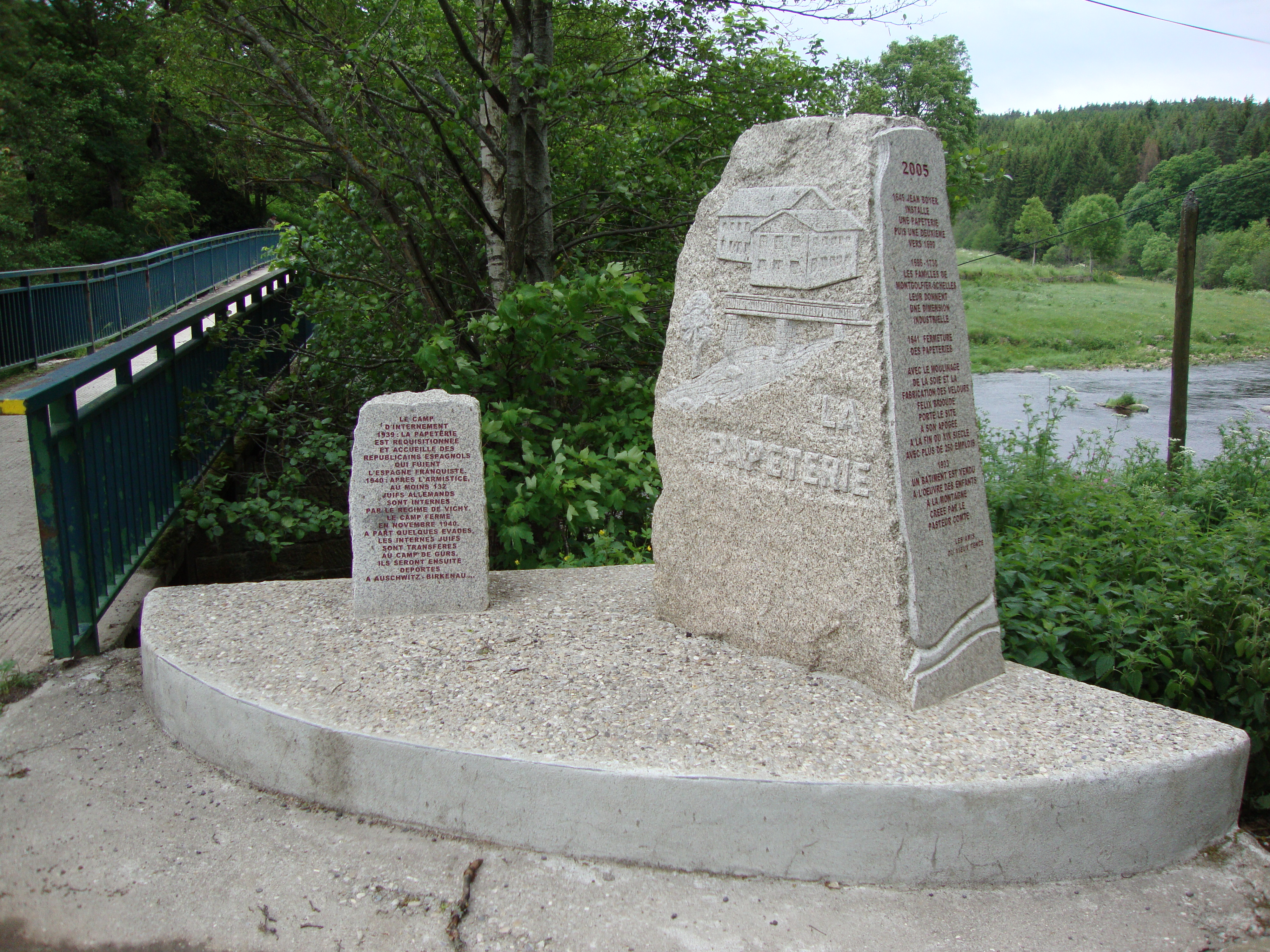
Monument de la Papeterie.
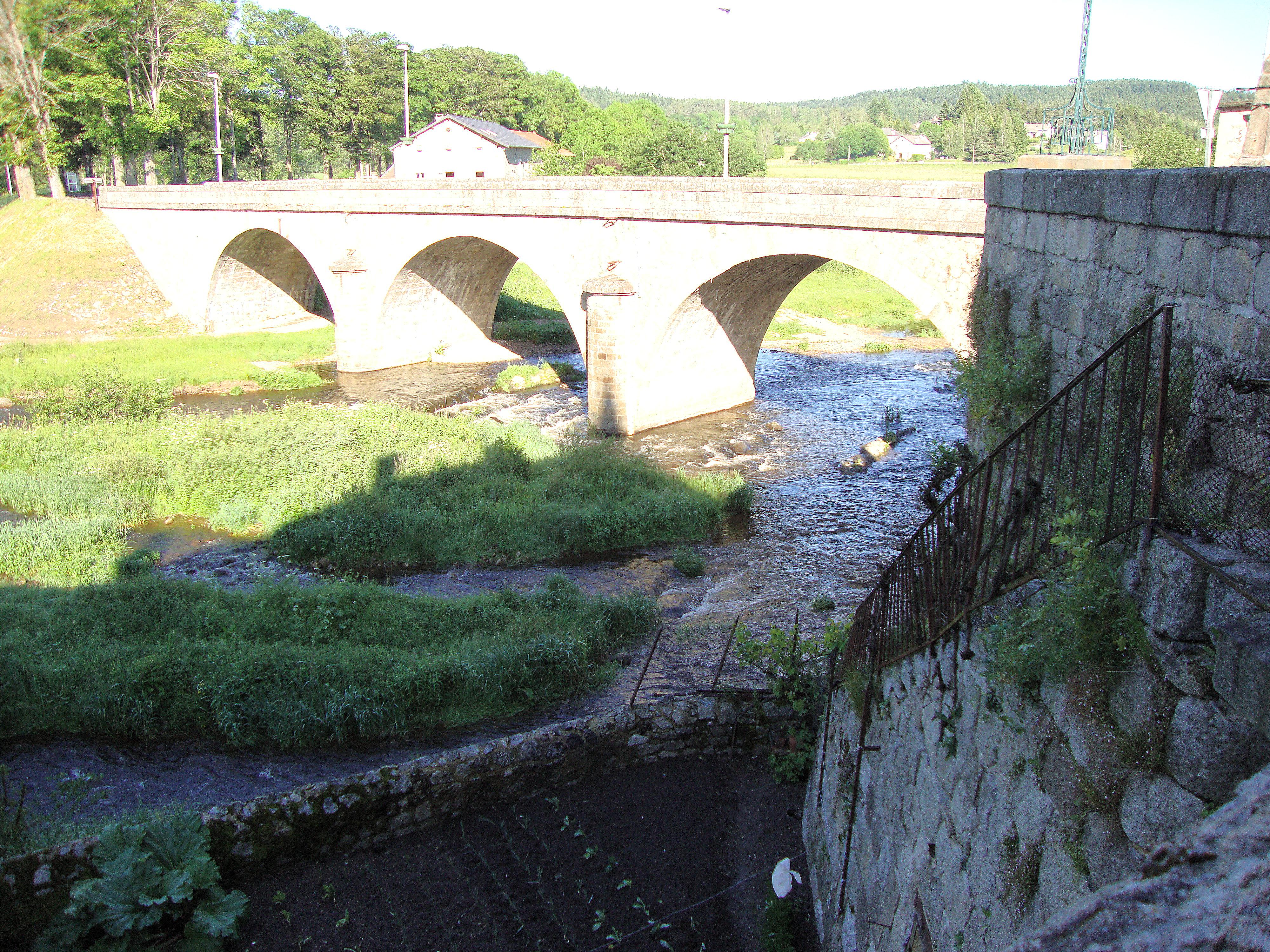
Pont du Lignon au bourg de Tence.
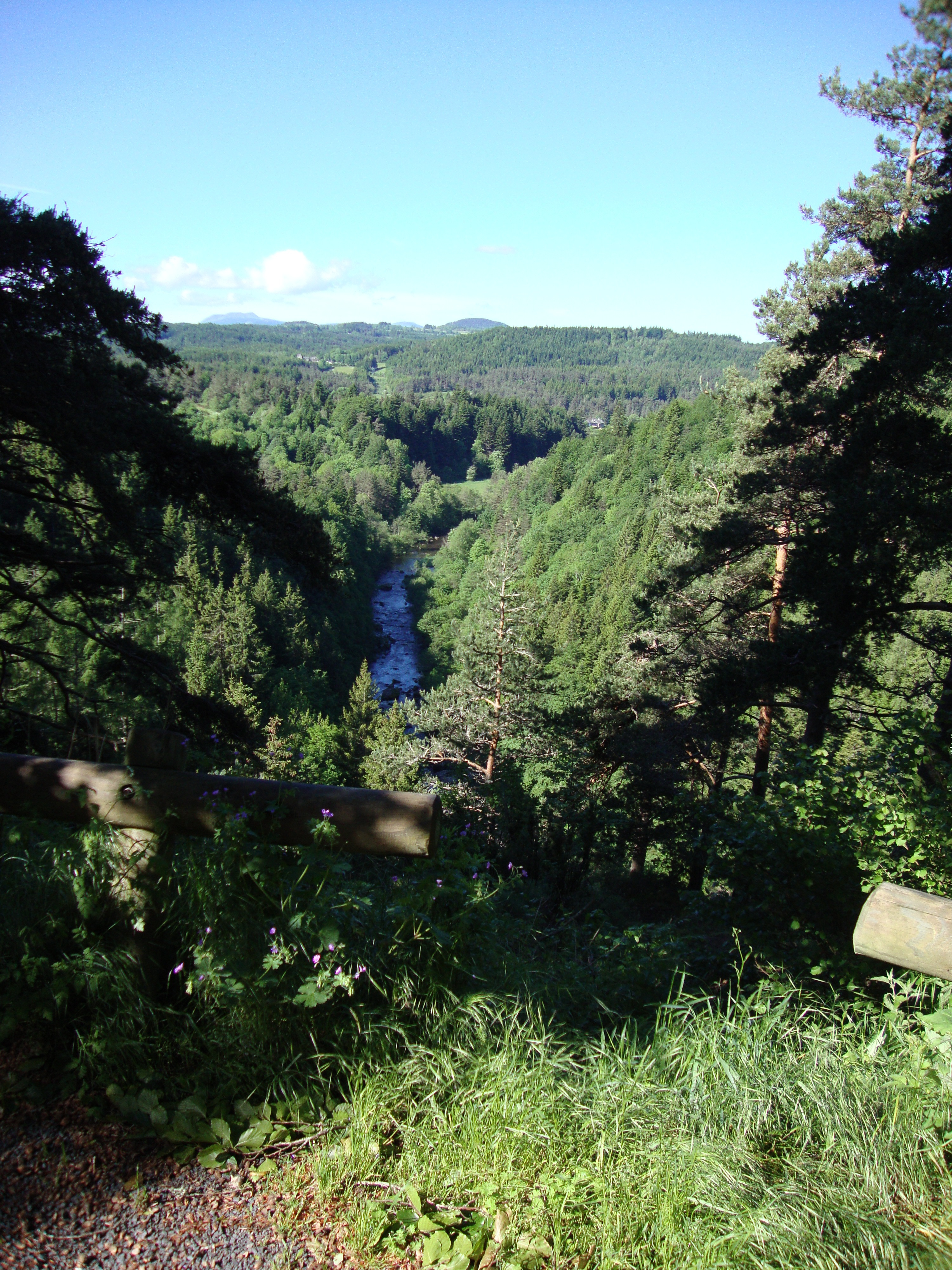
Gorges du Lignon.
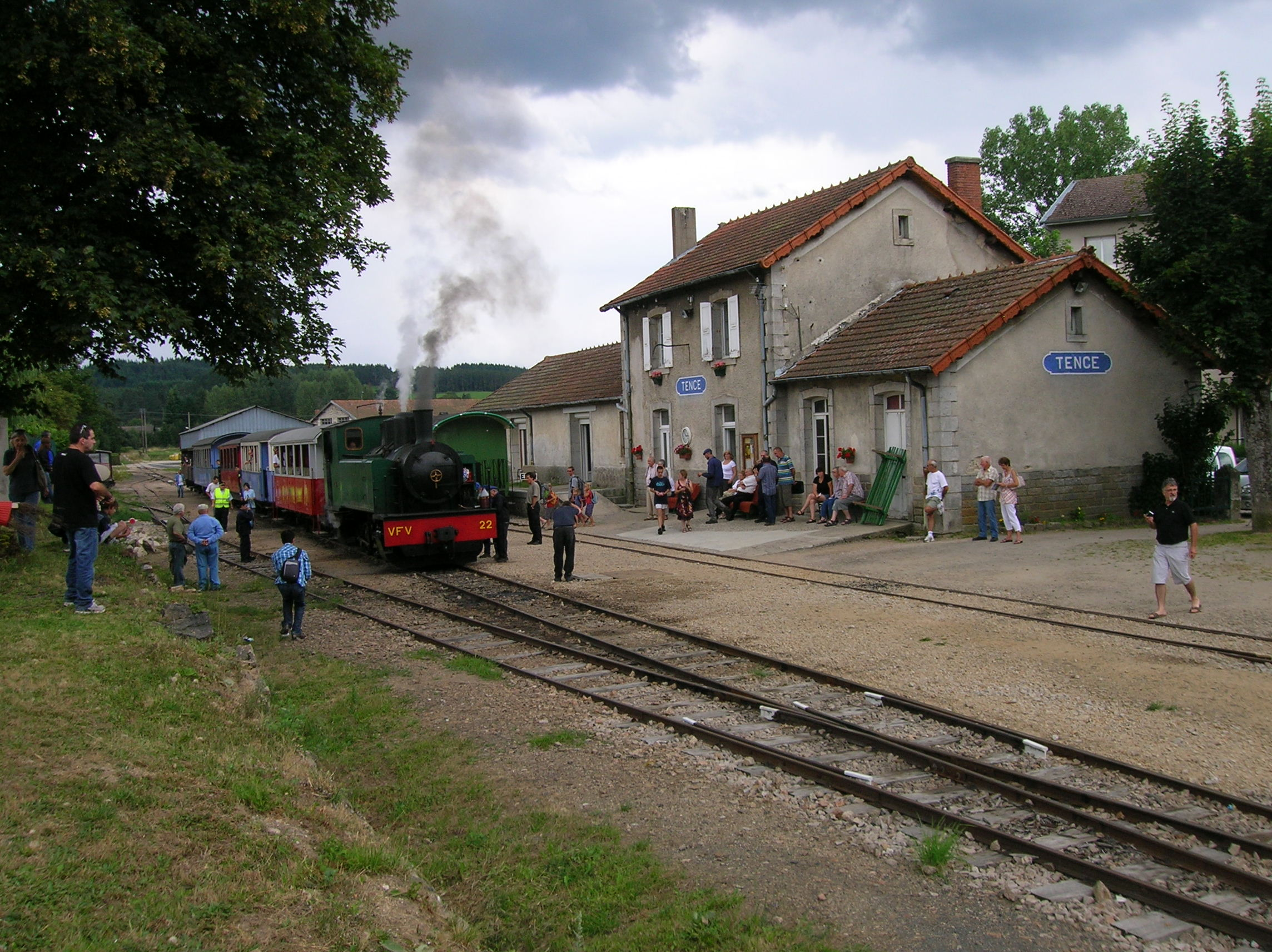
Gare de Tence.

### Personnalités liées à la commune
- Jean Montgolfier : après 1157, il aurait installé au lieu-dit « la Papeterie », à Tence, la première des fabriques françaises de papier.
- Pierre Montgolfier (1700-1794), père des frères Montgolfier (inventeurs de la machine aérostatique), anobli en 1783 par Louis XVI, est né à Tence le 20 février 1700[43].
- Louis Christophe Lemoro de Lafaye (1760-1814), homme politique né à Tence, député de la Haute-Loire de 1810 à 1814.
- Benjamin Brueyre (1810-1880), missionnaire jésuite en Chine, connu pour sa traduction de la Bible en chinois, est né à Tence.
- Alfred Colombet (1852-1915), journaliste, avocat et homme politique, notamment lié à la création du musée d'Art et d'Industrie de Saint-Étienne et aux lavabos dans les mines de Saint-Étienne, est né à Tence.
- Pierre Schmidt (1894-1987), médecin suisse, défenseur de l'homéopathie hahnemanienne, y est mort.
- André Chouraqui (1917-2007), avocat, écrivain, penseur et homme politique franco-israélien. Il fut caché en tant que juif et résistant à Chaumargeais[44].

### Héraldique, logotype et devise
| Blason de Tence | Blason  | Parti : au premier d'or à la fasce d'azur, accompagnée de trois merlettes de sable, au second de gueules à la croix cléchée, vidée et pommetée de douze pièces d'or. Devise / Cri« Alta sicut montes corda » ce qui veut dire : « Dans ce pays, les cœurs sont aussi élevés que les montagnes ». |
| Blason de Tence | Détails | Les armoiries de Tence datent seulement de 1912. Elles sont la récompense d'un passé douloureux, fruit des guerres civiles et d'héroïques souvenirs. Le blason est divisé en deux parties : - une moitié composée des armes de Jean de Naturelli, originaire de Bourgogne, bénédictin et prieur de Tence en 1523 : trois merlettes sans pattes de sable noir symbolisant la justice, la loyauté, la beauté, et la bonne réputation, sur le fond or. - l'autre moitié est composée par les armes du Languedoc, Comté de Toulouse, dont Tence dépendait jusqu'à la Révolution. Les armes sont surmontées d'une couronne murale pour rappeler que la ville était fortifiée, et le blason est soutenu par une branche de sapin représentant la richesse du pays et de chêne représentant la loyauté et la force. Le statut officiel du blason reste à déterminer. |